# Tecoanapa
Tecoanapa es una localidad del estado mexicano de Guerrero. Es la cabecera del municipio de Tecoanapa.

## Toponimia
El nombre «Tecoanapa» proviene de los términos en náhuatl: tecuani, animal feroz; apan, río. Su significado es «río de las fieras».

## Demografía
| Gráfica de evolución demográfica |
|                                  |

| Censo | Población |
| ----- | --------- |
| 1900  | 882       |
| 1910  | 808       |
| 1921  | 915       |
| 1930  | 1 014     |
| 1940  | 1 238     |
| 1950  | 1 496     |
| 1960  | 1 619     |
| 1970  | 2 109     |
| 1980  | 2 347     |
| 1990  | 3 146     |
| 2000  | 3 496     |
| 2010  | 4 268     |
| 2020  | 4 590     |